# Пол Костелло
Пол Костелло (англ. Paul Costello, 27 грудня 1894 — 17 квітня 1986) — американський академічний веслувальник.
Олімпійський чемпіон 1920, 1924, 1928 років у складі парної двійки.
Переможець Золотого кубка виклику 1924 року.